# GIM-Mechanismus

Zerfall eines -Mesons in ein Myon-Antimyon-Paar. Die beiden Feynman-Diagramme mit einem virtuellen Up-Quark (oben) und einem Charm-Quark (unten) haben entgegengesetzte Vorzeichen und heben sich daher nahezu auf. Die Faktoren und ergeben sich aus der Cabibbo-Mischung.

Der GIM-Mechanismus der Teilchenphysik (nach Sheldon Lee Glashow, John Iliopoulos und Luciano Maiani) erklärt, warum durch die schwache Wechselwirkung Quarks gleicher Ladung nicht ineinander umgewandelt werden können (Abwesenheit von Flavour verändernden neutralen Strömen). 
Historisch gesehen war er der Grund, der zur Vorhersage des Charm-Quarks führte.
Man wusste damals, dass der Zerfallskanal {\displaystyle {\bar {K}}^{0}\to \mu ^{+}\mu ^{-}} ein sehr kleines Verzweigungsverhältnis hat, nämlich
{\displaystyle B={\frac {\Gamma ({\bar {K}}^{0}\to \mu ^{+}\mu ^{-})}{\Gamma _{\mathrm {tot} }({\bar {K}}^{0})}}<1,5\cdot 10^{-6}}.
(Der heutige (2020) Wert ist (6,84 ± 0,11)·10−9 für K0L und < 8·10−10 für K0S)
Dieses war weit kleiner als erwartet.
Um zu erklären, warum der Zerfall so stark unterdrückt ist, führten Glashow, Iliopoulos und Maiani 1970 hypothetisch das Charm-Quark ein. Dies hat zwei wichtige Effekte zur Folge:
- Zum einen wird durch die Kopplung des Zustandes {\displaystyle s^{\prime }}, der zum Zustand {\displaystyle d^{\prime }} der elektroschwachen Wechselwirkungs orthogonal ist, an das Charm-Quark eine Flavouränderung in niedrigster Ordnung (tree-level) verhindert.
- Zum anderen induziert das Charm-Quark in höheren Ordnungen einen weiteren Zerfallskanal, der vom ersten nicht zu unterscheiden ist und somit mit ihm interferiert. Aufgrund unterschiedlicher Vorzeichen der beiden Zerfallskanäle ist ihre Interferenz destruktiv, d. h. sie heben sich gegenseitig (nahezu) auf.

Diese Unterdrückung der Flavour verändernden neutralen Ströme wird als GIM-Mechanismus bezeichnet. Hiermit war eine Erklärung für das kleine Verzweigungsverhältnis gegeben. 
Der erstmalige experimentelle Nachweis des Charm-Quarks (siehe J/ψ-Meson) gelang schließlich 1974 der SLAC-SP-017-Kollaboration und der E598-Kollaboration. Mit dieser Vorhersage und der tatsächlichen Entdeckung des Charm-Quarks hat der GIM-Mechanismus zur Akzeptanz des Standardmodells der Elementarteilchenphysik beigetragen.